# Georg von und zu Schachten
Georg Friedrich Moritz Heinrich von und zu Schachten (* 24. Juni 1796 auf dem  Rittergut Schachten; † 20. August 1868 in Hofgeismar) war Gesandter und Mitglied der kurhessischen Ständeversammlung.

## Leben

### Herkunft und Familie
Georg von und zu Schachten entstammte dem hessischen Adelsgeschlecht Schachten und war ein Sohn des Gutsherrn August Friedrich von und zu Schachten (1747–1817) und dessen Ehefrau Johanne Christiane Caroline geb. von Hanstein (1762–1810). Die Herren von und zu Schachten finden erstmals 1162 Erwähnung. Die Familie, die ihren Stammsitz auf dem Rittergut Schachten hatte, starb 1922 im Mannesstamm aus.
Georg heiratete in Paris Augustine Denys (1805–1858). Aus der Ehe ging der Sohn Adolf (* 1839, Regimentskommandeur) hervor.
Georgs Bruder Carl (1788–1866) war Erbkämmerer und Mitglied der kurhessischen Ständeversammlung.

### Wirken
Er war kurhessischer Kammerherr und Rittmeister à la suite der Hessen-kasselschen Armee und
außerordentlicher Gesandter in Paris, am Hof in Wien und in Berlin. 1833 hatte er für den Fürsten Viktor zu Isenburg und Büdingen ein Mandat für die kurhessische Ständeversammlung, die 1830 während der Unruhen zum Zweck der Beratung und Verabschiedung einer Verfassung gebildet worden war und bis 1866 Bestand hatte, als das Land Hessen von Preußen annektiert wurde.

### Auszeichnungen
- kurhessischer Wirklicher Geheimer Rat
- Großkreuz des hessischen Wilhelmsordens